# Star Trek II: Gniew Khana
Star Trek II: Gniew Khana (ang. Star Trek II: The Wrath of Khan) – drugi film pełnometrażowy osadzony w świecie Star Trek. Wyprodukowano w 1982 roku przez Paramount Pictures, pod reżyserią Nicholasa Meyera.
Star Trek: Gniew Khana okazał się dla wytwórni Paramount wielkim sukcesem finansowym, zarabiając w premierowy weekend ponad 14 mln dolarów.
Zdjęcia do filmu zrealizowano w Parku Narodowym Golden Gate w San Francisco w Stanach Zjednoczonych.
W 2024 roku został wprowadzony do Narodowego Rejestru Filmowego Stanów Zjednoczonych jako film „znaczący kulturowo, historycznie bądź estetycznie”.

## Fabuła
Akcja filmu rozgrywa się w kilka lat po wydarzeniach przedstawionych w poprzedniej produkcji. Jest rok 2285. Admirał James T. Kirk nadzoruje ćwiczenia stażystów Spocka w symulatorze. W symulacji porucznik Saavik dowodzi statkiem USS Enterprise podczas misji ratowania załogi statku Kobayashi Maru. Kiedy Enterprise wchodzi do neutralnej strefy klingońskiej, zostaje zaatakowany przez Klingonów i krytycznie uszkodzony. Symulacji nie da się wygrać, a jej celem jest sprawdzenie charakteru oficerów Gwiezdnej Floty. Później dr McCoy odwiedza Kirka, aby razem świętować urodziny kapitana. Widząc jego znudzenie brakiem pracy, doradza mu, aby ponownie objął dowództwo nad statkiem Enterprise.
Tymczasem USS Reliant poszukuje martwej planety do przeprowadzenia testu urządzenia Genesis, technologii pozwalającej na stworzenie życia z materii nieożywionej. Dowódcy Relianta, Pavel Chekov i Clark Terrel, przesyłają się na powierzchnię opuszczonej planety, myśląc, że to Ceti Alpha VI. Okazuje się, że wylądowali na Ceti Alpha V, na której 15 lat wcześniej James Kirk porzucił zmodyfikowanego genetycznie Khana wraz z jego załogą po tym, jak próbowali przejąć statek Enterprise. Po pozostawieniu ich samych sobie Ceti Alpha VI eksplodowała, co zniszczyło atmosferę sąsiedniej planety i zabiło żonę Khana, który poprzysiągł zemstę na Kirku. Khan porywa Chekova oraz Terrela i wszczepia im stworzenie, dzięki któremu są podatni na kontrolę umysłu. Używa ich do przejęcia Relianta. Przeglądając bazę danych statku, Khan dowiaduje się o projekcie Genesis i przeprowadza atak na stację kosmiczną Regula I, w której prowadzone są prace na projektem pod przewodnictwem byłej kochanki Kirka, dr Carol Marcus i jej syna Davida.
Enterprise rozpoczyna trzytygodniowy kurs szkoleniowy, jednak zostaje on przerwany po otrzymaniu wezwania pomocy ze stacji Regula I. Kirk przejmuje dowództwo na statku. W drodze na stację zostają zaatakowani przez Relianta, wielu stażystów zostało rannych lub poniosło śmierć. Khan oferuje oszczędzić załogę w zamian za wszelkie materiały związane z projektem Genesis. Kirk grając na czas, pozwala swojej załodze przejąć kontrolę nad wrogim statkiem i wyłączyć ich osłony. Enterprise przeprowadza kontratak. Khan zostaje zmuszony wycofać się i dokonać napraw, a Enterprise dociera do Reguli I. Kirk, McCoy i Saavik teleportują się na stację, gdzie odnajdują żywych Chekova i Terrela oraz martwych naukowców. Odnajdują również Carol i Davida Marcusów, którzy ukryli się wewnątrz planetoidy Reguli. Khan rozkazuje Chekovowi i Terrelowi zabić Kirka. Terrel próbuje stawić opór i zabija się, a Chekov upada, a stworzenie opuszcza jego ciało. Khan zabiera Genesis na pokład Relianta.
Kirk instruuje Spocka, aby ten przeleciał Enterprise do Mgławicy Mutura, gdzie nie będą działać osłony i namierzanie. Dochodzi do ostrzału między Reliantem a Enterprise. Śmiertelnie ranny Khan aktywuje Genesis, co doprowadzi do zniszczenia mgławicy i statków. Enterprise nie jest w stanie uciec stamtąd z powodu uszkodzonego napędu warp. Spock idzie do maszynowni, aby naprawić napęd, co grozi mu napromieniowaniem. Nie zważając na niebezpieczeństwo, naprawia napęd, a Enterprise ucieka przed eksplozją. Wybuch Genesis powoduje, że gaz mgławicy przekształca się w zdatną do zamieszkania planetę.
Kirk przybywa do maszynowi, gdzie rozmawia z umierającym Spockiem. Podczas pogrzebu trumna z ciałem Volkana zostaje wystrzelona w kierunku nowo powstałej planety.

## Obsada
- William Shatner jako James T. Kirk
- Leonard Nimoy jako Spock
- DeForest Kelley jako Leonard McCoy
- James Doohan jako Montgomery Scott
- Walter Koenig jako Pavel Chekov
- Nichelle Nichols jako Nyota Uhura
- George Takei jako Hikaru Sulu
- Ricardo Montalban jako Khan Noonien Singh
- Bibi Besch jako Carol Marcus
- Merritt Butrick jako David Marcus
- Kirstie Alley jako Saavik